# 維克斯·克羅斯萊裝甲車
維克斯·克羅斯利裝甲車（英語：Vickers Crossley armoured car）是英國維克斯公司旗下的克羅斯利開發的輪式裝甲車。該車有多種變體。

## 開發
英國在印度的殖民地決定更新裝備，希望能有能適應印度東部氣候條件的輕型裝甲車。這種新型車輛需要巡邏東北邊境地區，當時英軍現役的裝甲車中，勞斯萊斯1920 Mk1裝甲車最受關注，但它並不能滿足崎嶇地形的駕駛需要，達不到殖民軍的要求。
為達到需求，有人建議採用克羅斯利1.5噸卡車底盤。於是這些車被運往印度。在1920年經過大規模的道路測試，決定於1923年，經過修改後的車首批製造32輛運往印度，總產量約100輛。

## 性能
克羅斯利裝甲車戰斗室頂部是巨大的半球型機槍塔，機槍塔頂部可向兩側打開，武器為兩挺維克斯機槍。克羅斯利裝甲車沒有無線電設備，只有簡單的6V電路。
車體前部是六缸汽油發動機和冷卻系統。前部是駕駛員控制的兩扇進氣口，兩側都有百葉窗散熱。駕駛室與戰斗室是一體的，司機在右側，副駕駛在左側，身後是操作機槍的車長，通過正面裝甲上的小縫進行觀察。另外，兩側車門上也有觀察窗。裝甲為6mm。最大速度為70公里/小時。

## 使用國家
英国
生產國
 大日本帝国

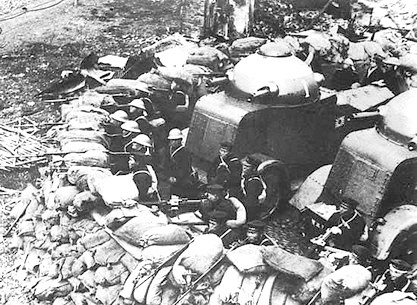
在一·二八事變中的克羅斯利

1930年，日本陸軍購買3輛克羅斯利M1925裝甲車，隨後海軍購入9輛同型車裝船。 並根據該車進行了仿製。日本海軍陸戰隊使用6輛克羅斯利裝甲車參加一·二八事變後，這些裝甲車轉交給軍校作為教練車使用。
在二二六事變中，海軍使用該車實行守衞。
 阿根廷

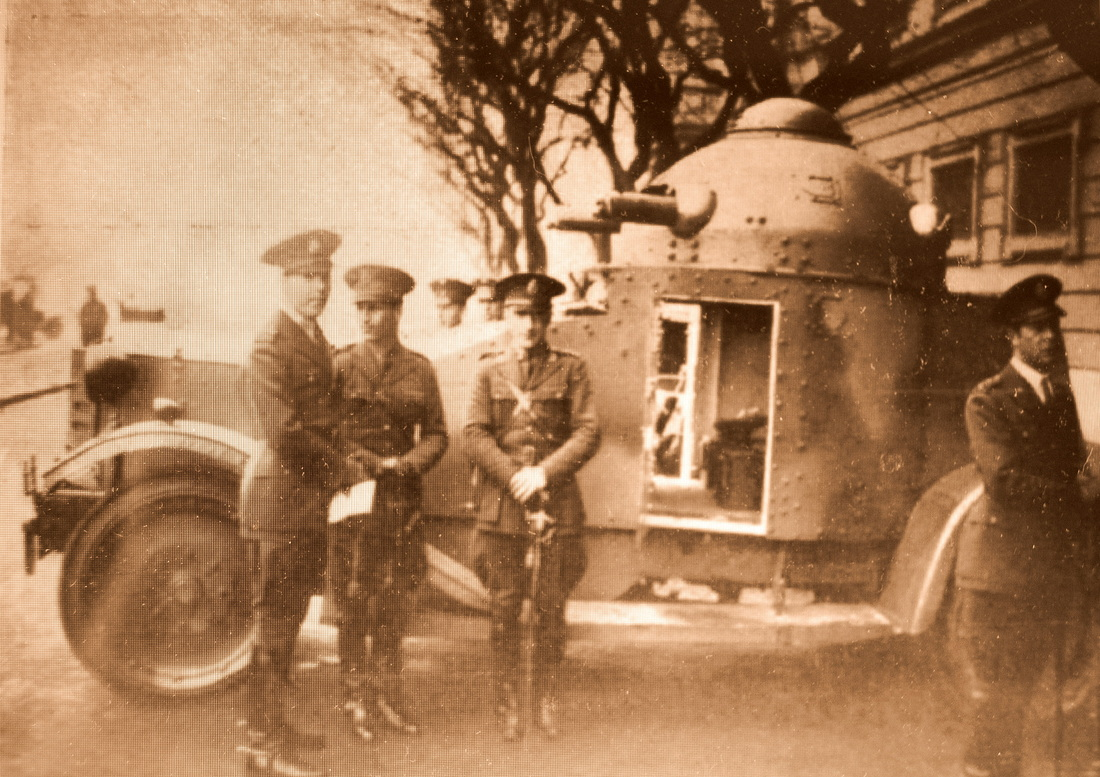
在阿根廷的克羅斯利

1926年，6輛克羅斯利出售給阿根廷用於維持國內治安，於30年代末退役。這些裝甲車都經阿根廷克里奧爾汽車公司現代化改裝，更換了板簧懸掛和硬橡膠輪胎。並更換5馬力Creole 2型六缸柴油發動機，武器保持不變。